# Wasilków (stacja kolejowa)
Wasilków – stacja kolejowa w Wasilkowie, w województwie podlaskim, w Polsce. Według klasyfikacji PKP ma kategorię dworca lokalnego. Stacja posiada cztery tory, w tym dwa obsługujące ruch pasażerski.

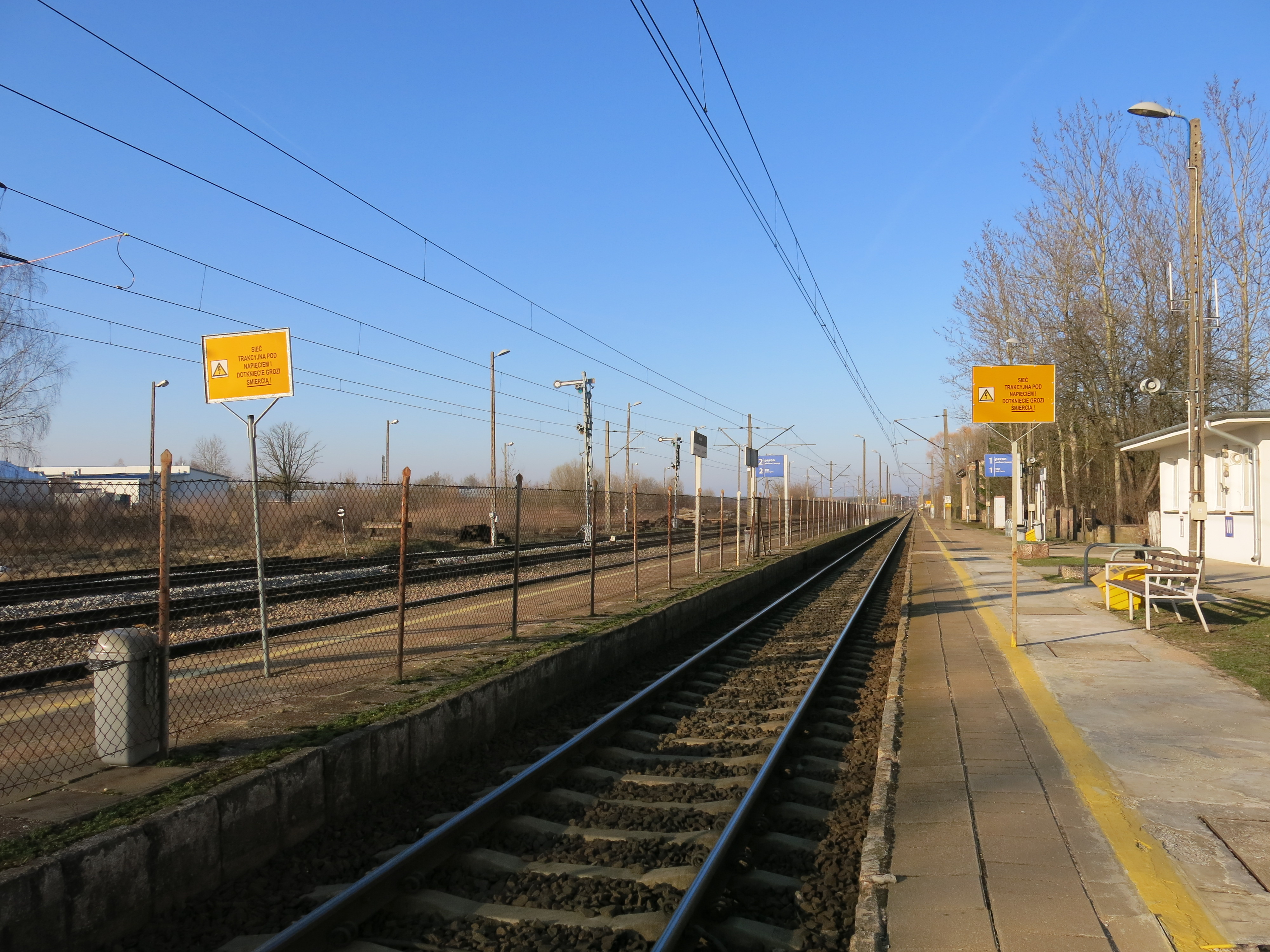
Perony stacji Wasilków

## Modernizacja
12.05.2022 otworzono nowy budynek dworcowy wybudowany przez PKP S.A. z Programu Inwestycji Dworcowych za blisko 3,6 mln zł

## Ruch pasażerski[3]
| Rok  | Wymiana pasażerska na dobę |
| ---- | -------------------------- |
| 2017 | 0-9                        |
| 2018 | 0-9                        |
| 2019 | 0-9                        |
| 2020 | 0-9                        |
| 2021 | 0-9                        |
| 2022 | 0-9                        |
| 2023 | 20-49                      |

## Połączenia
- Białystok
- Kuźnica
- Suwałki
- Czyżew
- Ełk